# روب شيريدان
روب شيريدان (بالإنجليزية: Rob Sheridan)‏ هو مدون ومصور ومصمم جرافيك أمريكي، ولد في 11 أكتوبر 1979 في نيويورك في الولايات المتحدة.

## وصلات خارجية
- الموقع الرسمي
- روب شيريدان على موقع IMDb (الإنجليزية)
- روب شيريدان على موقع ميوزك برينز (الإنجليزية)
- روب شيريدان على موقع قاعدة بيانات الفيلم (الإنجليزية)
- روب شيريدان على موقع كينوبويسك (الروسية)